# 山本博 (弁護士)
山本 博（やまもと ひろし, 1931年2月6日 - 2024年1月17日）は、日本の弁護士、著作家、翻訳家、ワイン評論家。日本労働弁護団名誉会長、日本輸入ワイン協会会長、世界ソムリエコンクール日本代表審査委員、一般社団法人「日本ワインを愛する会」会長。東京ドイツワイン協会名誉顧問。
日本でもっともワイン関連著作の多い人物であるとされている。

## 経歴
1931年、神奈川県横浜市の伊勢佐木町にある商家（自転車屋）の生まれ。旧制中学3年だった14歳の時に太平洋戦争終戦を迎え、戦後にはサイクリングクラブを設立している。旧制中学卒業後、昼間は英語の通訳養成学校に通い、夜間は早稲田大学夜間部に通った。学生時代には学生演劇活動も行っており、後に劇団四季の顧問となっている。通訳業を本職とするつもりだったが、1950年の朝鮮戦争勃発後に夜間部から第一法学部に転学し、講義には出ずに古典文学を読みあさる日々を続けた。第一法学部卒業後には授業料免除枠で早稲田大学大学院法律科に進み、野村平爾の下で民法と労働法を専攻した。東北大学教授の世良晃志郎によるドイツ中世法制史の集中講義に刺激を受け、ヨーロッパの政治経済に関心を持つ中で「キリスト教」「ワイン」「建築」を鍵であるとみなしていた。

### 弁護士
早稲田大学大学院2年の時に司法試験に合格し、1957年に弁護士登録を行った。東京弁護士会所属。同期（9期）には狭山事件の主任弁護人を務めた中田直人や日本労働弁護団副会長の渡辺正雄らがいる。弁護士登録とともに旬法法律事務所に入所し、雑誌「労働旬報」の編集にも携わりながら主に労働事件を担当した。
1957年にデモ隊が無許可で米軍飛行場内に立ち入ったとして起訴された砂川事件では、内藤功や新井章とともに弁護団に加わった。この事件では1959年3月に東京地方裁判所が日米安全保障条約を違憲とする判決を下したことで注目されたが、同1959年12月には最高裁判所大法廷判決）は安保条約の合憲性を確認して一審判決を破棄している。2010年代の安全保障関連法案をめぐる議論で砂川事件判決が再度問題化した際には、元弁護団の一員として自民党の高村正彦副総裁による発言を強弁だとして批判した。
労働弁護士として全逓中郵事件（1966年最高裁大法廷判決）などにも携わり、砂川事件の他にも数件の違憲判決を勝ち取っている。1971年の旬報社のビル建て替えを機に東京協立法律事務所を設立した。総評弁護団でも長らく活動し、総評弁護団の後継団体である日本労働弁護団では名誉会長を務めている。
2000年代には約150人の弁護士が参加した「住基ネット差止訴訟全国弁護団」団長を務め、金沢地方裁判所（2005年5月30日）や大阪高等裁判所（2006年11月30日）などで住民基本台帳ネットワークシステム（住基ネット）の違憲判決を勝ち取った。2008年3月6日には最高裁判所第一小法廷が大阪高裁判決を棄却し、住基ネットは自己情報コントロール権を保証するとされる憲法13条に違反しないという判決を下している。

### フランスワインの研究
弁護士として10年目を迎えた時期にワイン業界のフランスワイン視察旅行に同行し、大学時代から関心を持っていたワインに目覚めた。一年に一度はフランスを旅行し、またイギリスのモルトウイスキー醸造所、日本国内では日本酒の蔵にも足しげく通った。
ボジョレー・ヌヴォーが流行したバブル期の1987年11月19日（ヌヴォー解禁日）には、山本が「解禁日の真夜中にボジョレー・ヌーボーを楽しむ会」を主催した。写真家の浜谷浩や漫画家の古谷三敏など各界の著名人らが東京の六本木に集い、2時間前に解禁したばかりのボジョレー・ヌヴォーで午前2時に乾杯した。1996年には酒類評論家の稲垣真美が『ワインの常識』（岩波新書）を著してベストセラーとなったが、1997年には『岩波新書「ワインの常識」と非常識』（人間の科学社）を刊行し、稲垣が取り上げたワインの偏りや間違いなどが余りにも多く、事実無根であることを指摘した。ワインを気軽に楽しめる文化だと考える稲垣との間で、稲垣の記述が、それにしても無責任すぎるとの論調で激しい論争が巻き起こった。
2003年には柴田書店が出版した『ワイン事典』では大塚謙一とともに監修を務め、2010年には新版である『新版 ワインの事典』でも監修や執筆を務めた。弁護士という本職を活かして、2009年には明治学院大学の比較ワイン法研究者の蛯原健介らと共同で『世界のワイン法』を執筆した。
日本におけるカリフォルニア・シャンパンおよびカリフォルニア・シャブリの不正表示阻止活動が評価され、フランス政府から農事功労賞を授与されている。またフランスの食文化の普及が評価されて、2008年にはザ・フレンチ・スピリット・アワード人文科学賞を受賞している。

### 日本ワインの研究
日本ワイン界の権威である大塚謙一の助言で、1994年頃に日本のワインについて調べはじめた。数年がかりで日本各地のワイナリーをめぐり、2003年に早川書房から『日本のワイン』を出版した。この書籍は日本初の本格的・網羅的な国産ワインの紹介書であり、一般のワイン愛好者にとっても未知数の存在だった日本ワインの全貌を初めて世に知らしめた。2004年の『翔べ日本のワイン 現状と展望』は生産者による自己紹介書を山本と大塚がまとめたものであり、相互の意思疎通が図られていなかった日本のワイン生産者に横のつながりをもたらした。2006年からは『日本のワイン』の各論書籍といえる『日本ワインを造る人々』シリーズ（ワイン王国）から出版し、北海道、長野県、山梨県、東日本、西日本の5冊を6年がかりで刊行した。弁護士を本業としている山本は土日以外に全国を取材することが困難であるため、「日本ワインを愛する会」事務局長の遠藤誠を中心に会員が分担して取材し、山本が編集する形式を取った。『日本のワイン』刊行時に80軒ほどだった日本のワイナリーは10年弱で200軒以上にまで増加したため、2013年には改定版である『新・日本のワイン』（早川書房）を出版した。
2004年には「日本ワインを愛する会」を発足させ、各地のワイナリーでの試飲会、各種ワイン講座の開催、日本ワイン検定（2011年設置）の実施などの活動を行っている。「日本ワインを愛する会」の名誉会長は日本ワイン研究の権威で国税庁醸造試験所所長などを務めた大塚謙一、副会長は俳優で日本ソムリエ協会名誉ソムリエの辰巳琢郎である。

### 翻訳者
推理小説の翻訳家としても活動しており、早川書房が出版するエド・マクベインやロバート・B・パーカーなどの推理小説・ハードボイルド小説の日本語訳を数多く手掛けている。

## 著書
各出版社の著者紹介などを参照した。

### 単書
- 『労働委員会 制度と運用の実務』（労働旬報社） 1970年
- 『人事権 伝家の宝刀に、どう対処するか』（かんき出版、Kanki book） 1977年
- 『男の責任 遺言を書く』（三笠書房） 1983年
- 『茶の間のワイン』（柴田書店、味覚選書） 1975年
- 『ワインの女王 ボルドー・ワインのすべて』（早川書房） 1990年
- 『シャンパン物語 その華麗なワインと造り手たち』（柴田書店） 1992年
- 『わいわいワイン』（柴田書店） 1995年
- 『グラスのおしゃべり ワインとその陽気な仲間たち』（河出書房新社） 1997年
- 『岩波新書「ワインの常識」と非常識』（人間の科学新社） 1997年
- 『フランスワインガイド 2100シャトー・ドメーヌ・醸造元総覧』（柴田書店） 1998年
- 『黄金丘陵（コート・ドール） ブルゴーニュ・ワインの故郷』（柴田書店） 2000年
- 『ワインとその陽気な仲間たち』（河出書房新社、河出文庫） 2000年
- 『フランス・ワイン 愉しいライバル物語』（文藝春秋、文春新書） 2000年
- 『日本のワイン 本格的ワイン造りに挑んだ全国のワイナリー』（早川書房） 2003年
- 『ワインの女王ボルドー クラシック・ワインの真髄を探る』（柴田書店） 2005年
- 『シャンパンのすべて 新装版』（河出書房新社） 2006年
- 『ブルゴーニュ・ワイン 地図と歩く、黄金丘陵』（柴田書店） 2009年
- 『ワインが語るフランスの歴史』（白水社、白水Uブックス） 2009年
- 『ワインの歴史 自然の恵みと人間の知恵の歩み』（河出書房新社） 2010年
- 『はてな?のワイン ワインがわかる、好きになるQ&A123』（柴田書店） 2011年
- 『ローヌとロワールのワイン 二つの河の物語』（河出書房新社） 2012年
- 『新装版 シャンパンのすべて』（河出書房新社） 2012年
- 『東京おいしいワインバー』（イカロス出版、イカロスmook） 2012年
- 『新・日本のワイン』（早川書房） 2013年
- 『エピソードで味わうワインの世界』（東京堂出版） 2014年
- 『ブドウと生きる グレイス栽培クラブの天・知・人』（人間と歴史社） 2015年

### 共著
- 『職場 : いきいき働く環境づくり』（山本博, 鴨田哲郎, 戸谷豊, 黒岩容子、有斐閣、法律カウンセリングシリーズ） 1992年
- 『図説 フランスワイン紀行 知られざる名産地を訪ねて』（山本博, 宇田川悟、河出書房新社） 1999年
- 『ワインの事典』（戸塚昭, 東條一元, 福西英三執筆、大塚謙一, 山本博監修、柴田書店） 2003年
- 『住基ネットと監視社会』（田島泰彦, 斎藤貴男, 山本博、日本評論社） 2003年
- 『翔べ日本のワイン 現状と展望』（大塚謙一, 山本博、アビーハウス） 2004年
- 『日本ワイナリーガイド』（山本博, 遠藤誠、新樹社） 2004年
- 『世界のワイン法』（山本博, 高橋梯二, 蛯原健介、日本評論社） 2009年
- 『新版 ワインの事典』（大塚謙一, 山本博, 戸塚昭, 東條一元, 福西英三監修執筆、柴田書店） 2010年

### 監修
- 『セインツベリー教授のワイン道楽』（ジョージ・セインツベリー、監修、Takara生活文化研究所、酒文ライブラリー） 1998年
- 『北海道のワイン 日本ワインを造る人々』（ワイン王国） 2006年
- 『長野県のワイン 日本ワインを造る人々2』（ワイン王国） 2007年
- 『山梨県のワイン 日本ワインを造る人々3』（ワイン王国） 2008年
- 『世界のワイン 知の遊びコレクション』（スーザン・キーヴィル、日本版監修、新樹社） 2009年
- 『東日本のワイン 日本ワインを造る人々4』（ワイン王国） 2010年
- 『西日本のワイン 日本ワインを造る人々5』（ワイン王国） 2011年
- 『地図でみる 世界のワイン』（ヒュー・ジョンソン, ジャンシス・ロビンソン、ガイアブックス） 2003年
- 『地図でみる図鑑 世界のワイン』（ヒュー・ジョンソン, ジャンシス・ロビンソン、産調出版） 2008年
- 『世界のワイン図鑑』（ヒュー・ジョンソン, ジャンシス・ロビンソン、ガイアブックス） 2014年

## 翻訳
- 『フランスワイン』（アレクシス・リシーヌ、柴田書店） 1974年
- 『ワインの王様 バーガンディ・ワインのすべて』（ハリー・ウォルドー・ヨクスオール、早川書房） 1983年
- 『世界のワイン』（アンドレ・L・シモン、柴田書店） 1985年
- 『新フランスワイン』（リシーヌ・アレクシス、柴田書店） 1985年
- 『エヴリデイ・ドリンキング』（キングズリー・エイミス、講談社） 1985年
- 『洋酒雑学百科Q&A』（キングズリー・エイミス、講談社） 1986年
- 『世界のウイスキー』（マイケル・ジャクソン、福西英三共訳、鎌倉書房） 1989年
- 『スコッチ・モルト・ウイスキー・ガイド』（ウォーレス・ミルロイ、鎌倉書房） 1990年
- 『ブルゴーニュ・ワイン ポケット・ブック』（セレナ・サトクリフ、監訳、鎌倉書房） 1993年
  - 『ブルゴーニュ・ワイン ハヤカワ・ワインブック』（セレナ・サトクリフ、監訳、早川書房） 1998年
- 『ボルドー・ワイン ポケット・ブック』（デイヴィッド・ペッパーコーン、共訳、鎌倉書房） 1993年
  - 『ボルドー・ワイン ハヤカワ・ワインブック』（デイヴィッド・ペッパーコーン、監訳、早川書房） 1999年
  - 『ボルドー・ワイン ハヤカワ・ワインブック 第2版』（デイヴィッド・ペッパーコーン、早川書房） 2006年
- 『ロマネ・コンティ 神話になったワインの物語』（リチャード・オルニー（英語版）、TBSブリタニカ） 1996年
- 『マイケル・ブロードベントの世界ワイン・ヴィンテージ案内』（マイケル・ブロードベント、柴田書店） 1996年
- 『ブルゴーニュワイン』（シルヴァン・ピティオ, ジャン・シャルル・セルヴァン、共訳、河出書房新社） 2000年
- 『ロスト・ジェネレーションの食卓 偉大な作家・芸術家は何を食べたのか』（スザンヌ・ロドリゲス＝ハンター、監訳、早川書房） 2000年
- 『リッツ・パリのカクテル物語』（コリン・ピーター・フィールド、共訳、里文出版） 2003年
- 『フランスワイン格付け』（ミシェル・ベタンヌ, ティエリー・ドゥソーヴ、監修・監訳、アビーハウス） 2004年
- 『ボルドー格付けシャトー60』(ジャン＝ポール・カウフマンほか、山本やよい共訳、ワイン王国） 2005年

『ボルドー・グラン・クリュ・クラッセ 1855‐2005』（エディシオン・フラマリオン）の邦訳
- 『ヴィンテージ・ワイン必携 過去3世紀にわたるヴィンテージ・ワインの50年を費やしたテイスティングの記録』（マイケル・ブロードベント、柴田書店） 2009年
- 『マティーニ』（バーナビー・コンラッド三世、早川書房） 2010年
- 『モノグラム殺人事件』（ソフィー・ハナ、早川書房） 2014年

### エド・マクベイン
- 『ラスト・ダンス』（エド・マクベイン、早川書房、Hayakawa pocket mystery books） 2000年
- 『ビッグ・バッド・シティ』（エド・マクベイン、早川書房、Hayakawa pocket mystery books） 2000年
- 『キャンディーランド』（エヴァン・ハンター, エド・マクベイン、早川書房、Hayakawa novels） 2001年
- 『マネー、マネー、マネー』（エド・マクベイン、早川書房、Hayakawa pocket mystery books） 2002年
- 『でぶのオリーの原稿』（エド・マクベイン、早川書房、Hayakawa pocket mystery books） 2003年
- 『歌姫』（エド・マクベイン、早川書房、Hayakawa pocket mystery books） 2004年
- 『耳を傾けよ!』（エド・マクベイン、早川書房、Hayakawa pocket mystery books） 2005年
- 『最後の旋律』（エド・マクベイン、早川書房、Hayakawa pocket mystery books） 2006年

### ロバート・B・パーカー
- 『訣別の海』（ロバート・B・パーカー、早川書房、Hayakawa novels） 2007年
- 『アパルーサの決闘』（ロバート・B・パーカー、早川書房、Hayakawa novels） 2007年
- 『秘められた貌』（ロバート・B・パーカー、早川書房、Hayakawa novels） 2007年
- 『レゾリューションの対決』（ロバート・B・パーカー、早川書房、Hayakawa novels） 2008年
- 『容赦なき牙』（ロバート・B・パーカー、早川書房、Hayakawa novels） 2008年
- 『ワインの帝王ロバート・パーカーが薦める世界のベスト・バリューワイン』（ロバート・パーカー、監訳、早川書房） 2009年
- 『ブリムストーンの激突』（ロバート・B・パーカー、早川書房、Hayakawa novels） 2009年
- 『暁に立つ』（ロバート・B・パーカー、早川書房、Hayakawa novels） 2010年
- 『昼も夜も』（ロバート・B・パーカー、早川書房、Hayakawa novels） 2010年
- 『訣別の海』（ロバート・B・パーカー、早川書房、ハヤカワ・ミステリ文庫） 2010年
- 『秘められた貌』（ロバート・B・パーカー、早川書房、ハヤカワ・ミステリ文庫） 2010年